# لايس ريبيرو
لايس ريبيرو (بالبرتغالية: Lais Ribeiro‏) عارضة أزياء برازيلية ولدت في يوم 5 أكتوبر 1990 في تيرينسي في البرازيل، تعمل لايس حالياً مع فكتوريا سيكريت. تم اكتشافها عندما أوصى بها أحد الأصدقاء لوكالة عرض أزياء في تيريسينا، في الوقت الذي كانت تنوي فيه إجراء امتحان القبول في التمريض . وهي صديقة أدريانا ليما ، وهي عارضة أزياء برازيلية أخرى رحبت بالوجه الجديد في عرض فيكتوريا سيكريت عام 2010.

## حياتها الشخصية
لايس ريبيرو هي ابنة ماريا دو سوكورو بيريرا، مدرس اللغة البرتغالية، وخوسيه ريبيرو دي أوليفيرا فيلهو، موظف حكومي. وهي مواطنة بارزة في بلدية ميغيل ألفيس، التي يبلغ عدد سكانها 40 ألف نسمة وتقع على بعد 112 كم من العاصمة تيريسينا. كان لديه ابن في سن 17 عامًا يُدعى ألكسندر، وهو مصاب بالتوحد. 
في 9 يوليو 2022، تزوجت من لاعب كرة السلة السابق في الدوري الاميركي للمحترفين يواكيم نواه، في حفل خاص في ميغيل ألفيس ، مسقط رأس لايس.

## روابط خارجية
- لايس ريبيرو على موقع IMDb (الإنجليزية)
- لايس ريبيرو على موقع قاعدة بيانات الفيلم (الإنجليزية)
- لايس ريبيرو على موقع دليل عارضات الأزياء (الإنجليزية)